# Jurij Wynnytschuk

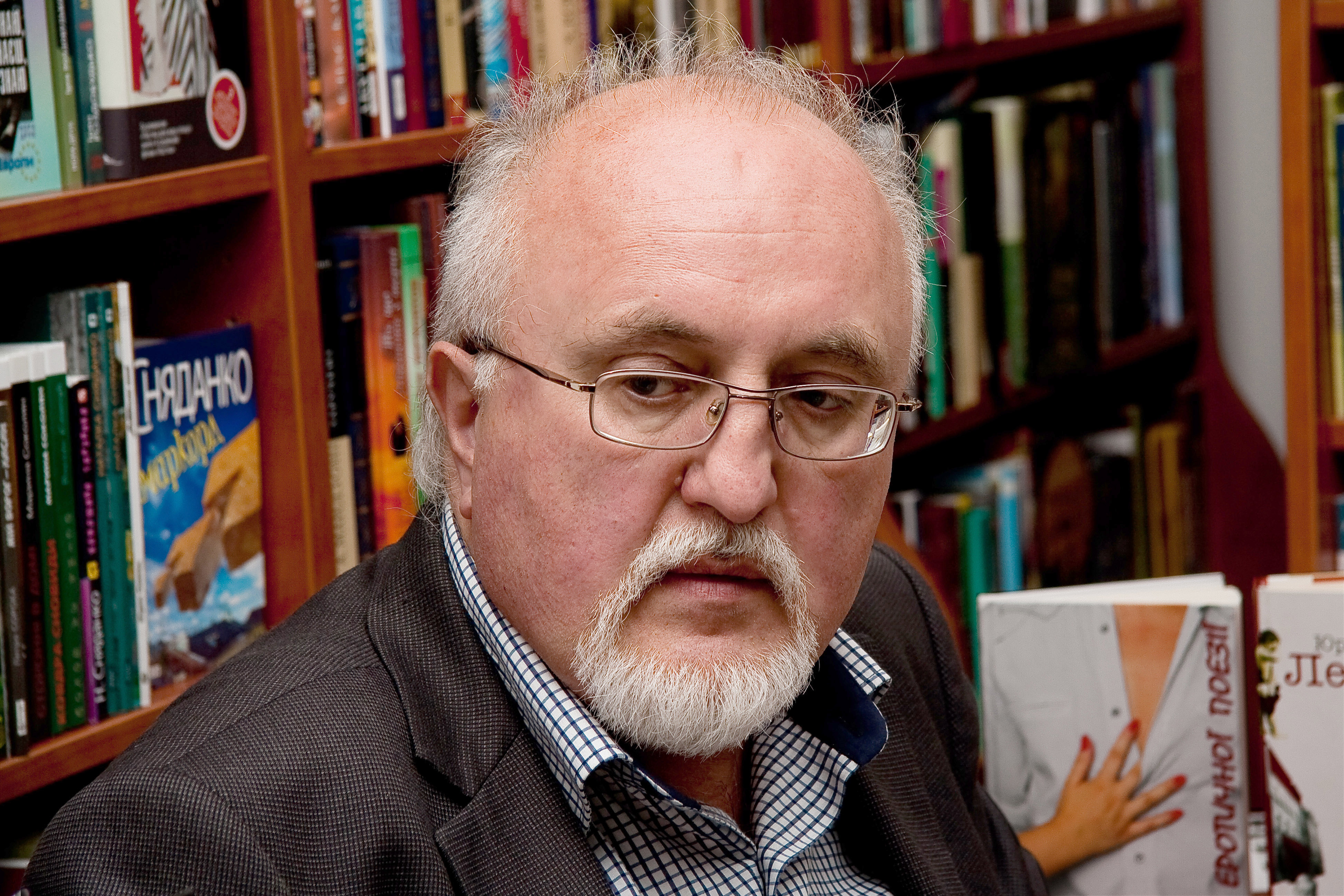
Jurij Wynnytschuk (2012)

Jurij Pawlowytsch Wynnytschuk (ukrainisch Ю́рій Па́влович Винничу́к; * 8. März 1952 in Stanislaw) ist ein ukrainischer Schriftsteller, Sprachwissenschaftler und Journalist.

## Leben
Wynnytschuk studierte von 1969 bis 1973 an der philologischen Fakultät der Iwano-Frankiwsk Pädagogischen Universität, danach war er als Lehrer der ukrainischen Sprache und Literatur tätig. 1974 siedelte er nach Lemberg um, wo er anfangs als Lastenträger und Anstreicher arbeitete.
Von 1987 bis 1991 war er Direktor des Lemberger Varietétheaters „Sorge dich nicht!“. 1990 wurde er mit Stefko Obrobetz Inhaber des Theaters und bildete das „Kabarett Jurij und Stefcio“. 1998 bis 1999 redigierte er die Abteilung für Mystik und Sensation der Tageszeitung „Post-postup“ (Nach-Fortschritt). 1995 bis 1998 leitete er die Zeitung „Gulwisa“ (Lebemann). Von 1998 bis 1999 und seit 2006 ist er als Journalist in der Zeitung „Postup“ (Fortschritt) tätig. Seit 1997 ist er Mitglied und seit 2004 stellvertretender Vorsitzender des Verbandes Ukrainischer Schriftsteller.
Seine Werke wurden in Deutschland, dem Vereinigten Königreich, Frankreich, Argentinien, Belarus, Kanada, Polen und in den Vereinigten Staaten übersetzt. Er übersetzte Werke aus englischer, slawischen und keltischen Sprachen.
Er debütierte mit dem Poesieband Відображення (Vorstellung, 1990).
Wynnytschuk schuf den Roman Ласкаво просимо в Щуроград (Willkommen in Rattenstadt, 1992).
Das Buch Легенди Львова (Lemberger Legenden, 1993–2003) erreichte 6 Auflagen.
Das Buch Кнайпи Львова (Lemberger Kneipen, 2000) ist 2008 auch in Polnisch erschienen.
Die Bücher Весняні ігри в осінніх садах (Frühlingsspiele in herbstlichen Gärten, 2005) und Танґо смерті (Todestango, in deutscher Übersetzung Im Schatten der Mohnblüte, 2012) wurden mit dem ukrainischen BBC-Preis ausgezeichnet. Sein jüngster 2015 erschienener historischer Roman Аптекар (Der Apotheker) spielt in den Jahren 1646–1648 in Venedig und Lemberg. Er verfasste auch den tragikomischen Einakter Останній Бункер (Der letzte Bunker).
Im Januar 2012 wurde er heftig wegen des Gedichtes Убий підараса (Töte den Schurken) angegriffen.
Im gleichen Monat wurde er vom kommunistischen Parlamentsabgeordneten Leonid Hrach wegen der Teilnahme an der Kiewer Nacht der erotischen Poesie der Pornografie beschuldigt.
Wynnytschuk benutzte auch das Pseudonym Riangabar, einem fiktiven irischen Dichter aus dem 13. Jahrhundert.

## Übersetzungen (Auswahl)
- Das Leuchten. In: Anna-HaljaHorbatsch (Hrsg.): Die Stimme des Grases. Reichelsheim, 2000 S. 118–154
- Die uns beobachten. Übersetzung Lydia Nagel. In:  Verein translit (Hrsg.): Wodka für den Torwart. Berlin, 2012,  S. 62–88
- Im Schatten der Mohnblüte. Roman. Übersetzung Alexander Kratochvil. Innsbruck : Haymon, 2014, ISBN 978-3-7099-7145-1